# Louis Bénard
Pour les articles homonymes, voir Bénard.
Louis Bénard (Les Avirons, 18 juin 1912 - Cannes, 14 juin 1995) est un militaire français, Compagnon de la Libération. Sous-officier des troupes de marine au début de la Seconde Guerre mondiale, il fait partie des premiers militaires à rallier les forces françaises libres en Afrique. Il participe avec celles-ci aux campagnes d'Afrique du nord et du Moyen-Orient puis prend part aux libération de l'Italie et de la France.

## Biographie
Louis Bénard naît le 18 juin 1912 aux Avirons sur l'île de la Réunion. Exerçant d'abord la profession de cultivateur, il décide de s'engager dans l'armée en décembre 1930 et est affecté dans les troupes de marine. Au moment où la guerre éclate, il est en poste à Tripoli au Liban où il est sergent-chef au 24e régiment d'infanterie coloniale. En juin 1940, il suit les cours de chef de section en vue de devenir officier. Lorsque l'armistice du 22 juin 1940 est signé, il refuse la défaite et, le 27 juin, sous la houlette de son commandant de compagnie, le capitaine Raphaël Folliot, lui et 130 hommes du régiment s'enfuient pour l'Égypte et rallient les forces françaises libres. Désormais dans les rangs du 1er bataillon d'infanterie de marine, constitué sur la base de la compagnie de fugitifs du 24e RIC, Bénard et ses camarades combattent aux côtés de la 7e division blindée britannique qui lance une offensive vers la Libye contre les italiens occupant cette dernière. Louis Bénard prend ensuite part à la campagne de Syrie en 1941.
À la fin de cette même année, il est affecté à l'atelier de matériels lourds de la 2e brigade française libre indépendante commandée par le général Cazaud. Il opère en Syrie avec celle-ci puis la suit en Libye où il se distingue en en récupérant dans les champs de mine une grande quantité de matériel qu'il remet en état au profit de l'unité. En 1943, Louis Bénard participe à la campagne de Tunisie à l'issue de laquelle les ateliers lourds des différentes brigades indépendantes se fondent en une seule compagnie de réparation divisionnaire affecté à la 1re division française libre. Au sein de la 1re DFL, Bénard est engagé dans la campagne d'Italie puis débarque en Provence en août 1944 et prend part à la libération de la France. Ses actions de dépannages et de récupération de matériel permettent un maintien à niveau efficace des matériels et contribuent à l'avancée des troupes françaises. Le général Brosset, commandant la 1re DFL, lui remet pour cela une lettre de félicitations.
Louis Bénard est muté au début de l'année 1945 au bataillon d'infanterie de marine et du Pacifique avec lequel il participe à la campagne d'Alsace ainsi qu'à la bataille du massif de l'Authion. La guerre terminée, le lieutenant Louis Bénard prend la tête de la compagnie de transport du 1er régiment de marche malgache à Madagascar puis il retrouve son île natale où il est adjoint du commandant d'arme du secteur. Il est ensuite envoyé au Cambodge où il est chef de l'établissement central du service et matériel avant de participer à la guerre d'Algérie, toujours en tant que chef d'atelier mécanique. Allant jusqu'au grade de lieutenant-colonel, il termine sa carrière militaire en 1966 après avoir été inspecteur de l'armement. Il meurt le 14 juin 1995 à Cannes.

## Distinctions et honneurs

### Décorations nationales
- Officier de la Légion d'honneur
- Compagnon de la Libération
- Croix de guerre 1939–1945
- Médaille de la Résistance française avec rosette
- Médaille coloniale
- Croix du combattant volontaire de la Résistance
- Médaille commémorative des services volontaires dans la France libre
- Médaille commémorative des opérations de sécurité et de maintien de l'ordre

#### Bénin
- Officier de l'ordre de l'Étoile noire

#### Comores
- Officier de l'Etoile d'Anjouan

#### États-Unis
- Bronze Star Medal